# Doïrentsi
Doirentsi est un village de Bulgarie situé à 10 km environ de Lovetch avec laquelle elle est reliée par une navette de bus. On y trouve une gare ferroviaire (ligne Lovetch-Levski) avec 8 trains par jour, 10 épiceries, un café internet, un petit musée ethnographique de la région, une église, une poste, un kiosque à journaux, un médecin et un dentiste, un vétérinaire, un garagiste-carrossier mais sans station d'essence, à signaler encore une quincaillerie très bien approvisionnée pour les bricoleurs et un artisan tourneur. Village à vocation première agricole, on ne compte pas moins de 4 coopératives produisant surtout du blé, du tournesol, de l'affouragement pour le bétail et du maïs. À noter deux petites usines de production mécanique et de décolletage ainsi que deux fabriques de meubles sous licence IKEA. On peut également souligner l'existence d'un ancien aérodrome agricole toujours utilisable (piste en dur 09-27 480m x15 m approche des deux côtés complètement dégagée et sans obstacles. Aucun service disponible au sol.